# ماركوس هيلبرت
ماركوس هيلبرت (بالألمانية: Marcus Hilpert)‏ مواليد 1 يوليو 1971 في دلهي، هو لاعب كرة مضرب ألماني سابق وكان يلعب باليد اليمنى. أعلى تصنيف له في الفردي كان المركز الـ 343 في سنة 1996. أعلى تصنيف له في الزوجي كان المركز الـ 141 في سنة 2000.

## النهائيات

### الزوجي: (3)
| الرقم | السنة | الدورة           | الأرضية | الشريك          | المنافس في النهائي       | النتيجة في النهائي |
| ----- | ----- | ---------------- | ------- | --------------- | ------------------------ | ------------------ |
| 1.    | 1996  | الأزور، البرتغال | صلبة    | كريستيان ساسينو | جيمي دلغادو تشارلي سينغر | 6–7, 6–2, 6–4      |

## روابط خارجية
- ماركوس هيلبرت على موقع رابطة محترفي التنس (الإنجليزية)
- ماركوس هيلبرت على موقع الاتحاد الدولي لكرة المضرب (الإنجليزية)
- ماركوس هيلبرت على موقع خلاصة التنس.كوم (الإنجليزية)